# Kaple svatého Vojtěcha (Milavče)
Kaple svatého Vojtěcha stojí v obci Milavče v okrese Domažlice. Kaple je nemovitou kulturní památkou zapsanou do státního seznamu památek pod číslem 23531/4-2144.

## Historie
Nad pramenem, který měl podle pověsti vytrysknout na místě kde odpočíval svatý Vojtěch, byla v roce 1653 postavena dřevěná kaple. V roce 1677 byla na jejím místě postavena barokní zděná kaple. V roce 1739 byla provedena její obnova. V blízkosti kaple byl v roce 1755 postaven lázeňský dům, který se později stal školou.

## Popis
Kaple je volně stojící zděná omítaná stavba postavena na půdorysu šestiúhelníku ukončenou jehlanovou střechou s makovicí a korouhví. Stěny kaple o velikosti v rozmezí 3,90–4,10 m jsou zdobeny lizénovými rámy. V bočních stěnách jsou prolomena dvě okna s půlkruhovým záklenkem v ploché šambráně. Vchod má segmentové zaklenutí. V interiéru je plochý dřevěný strop s koutovými lizénami. Uprostřed kaple je šestiboká studánka, jejíž voda je odváděna trubkou na východní straně kaple. V prostoru oltáře je zavěšený obraz, který představuje legendu svatého Vojtěcha vztaženou k Milavči.